# Лупполово
Лупполово (рос. Лупполово) — присілок у Всеволожському районі Ленінградської області Російської Федерації.
Населення становить 1447 осіб. Належить до муніципального утворення Юкковське сільське поселення.

## Історія
Від 1 серпня 1927 року належить до Ленінградської області.

## Населення
| 2007 | 2010  | 2017  |
| ---- | ----- | ----- |
| 1452 | ↘1365 | ↗1447 |